# Car2go
Car2Go — немецкая компания по краткосрочной аренде автомобилей. Является дочерней компанией Daimler AG и предоставляет услуги каршеринга в Европе, Северной Америке и Китае. По состоянию на июль 2017 года является крупнейшим в мире оператором каршеринга с 3,6 млн зарегистрированных клиентов и более чем 14000 автомобилей. Автопарк оператора состоит исключительно из автомобилей собственного производства: Mercedes-Benz и Smart.

## Фотогалерея
- Пара электромобилей Smart в Амстердаме в процессе зарядки
- Два автомобиля Mercedes-Benz и Smart на парковке в Ванкувере, Канада.
- Считыватель клиентских карт под лобовым стеклом, по которым производится допуск в автомобиль